# Église Saint-Denis d'Acon
Pour les articles homonymes, voir Saint-Denis et Denis.
L'église Saint-Denis est située à Acon, dans l'Eure. Construite au XVIe siècle, elle est inscrite au titre des monuments historiques.

## Galerie d'images

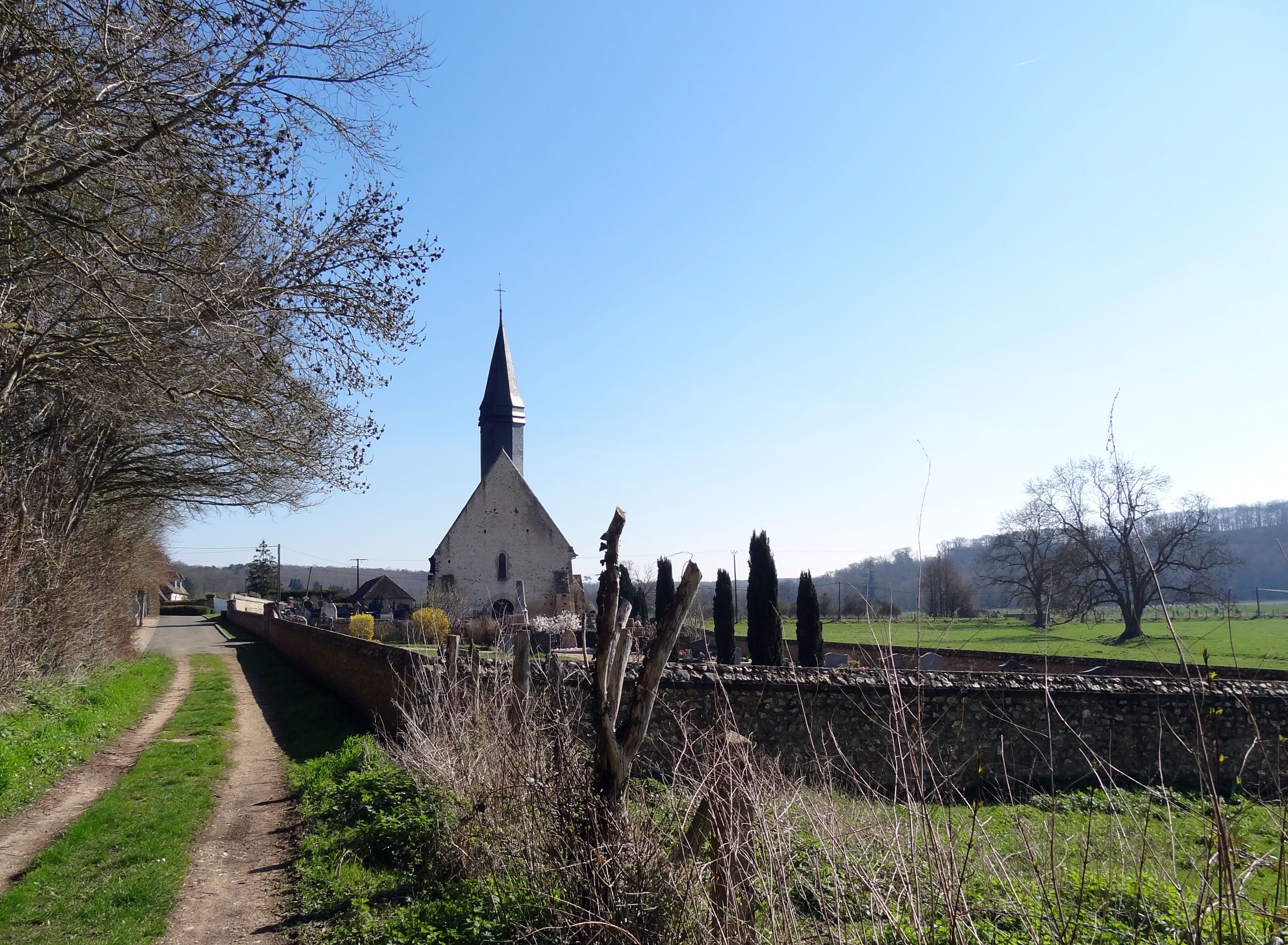
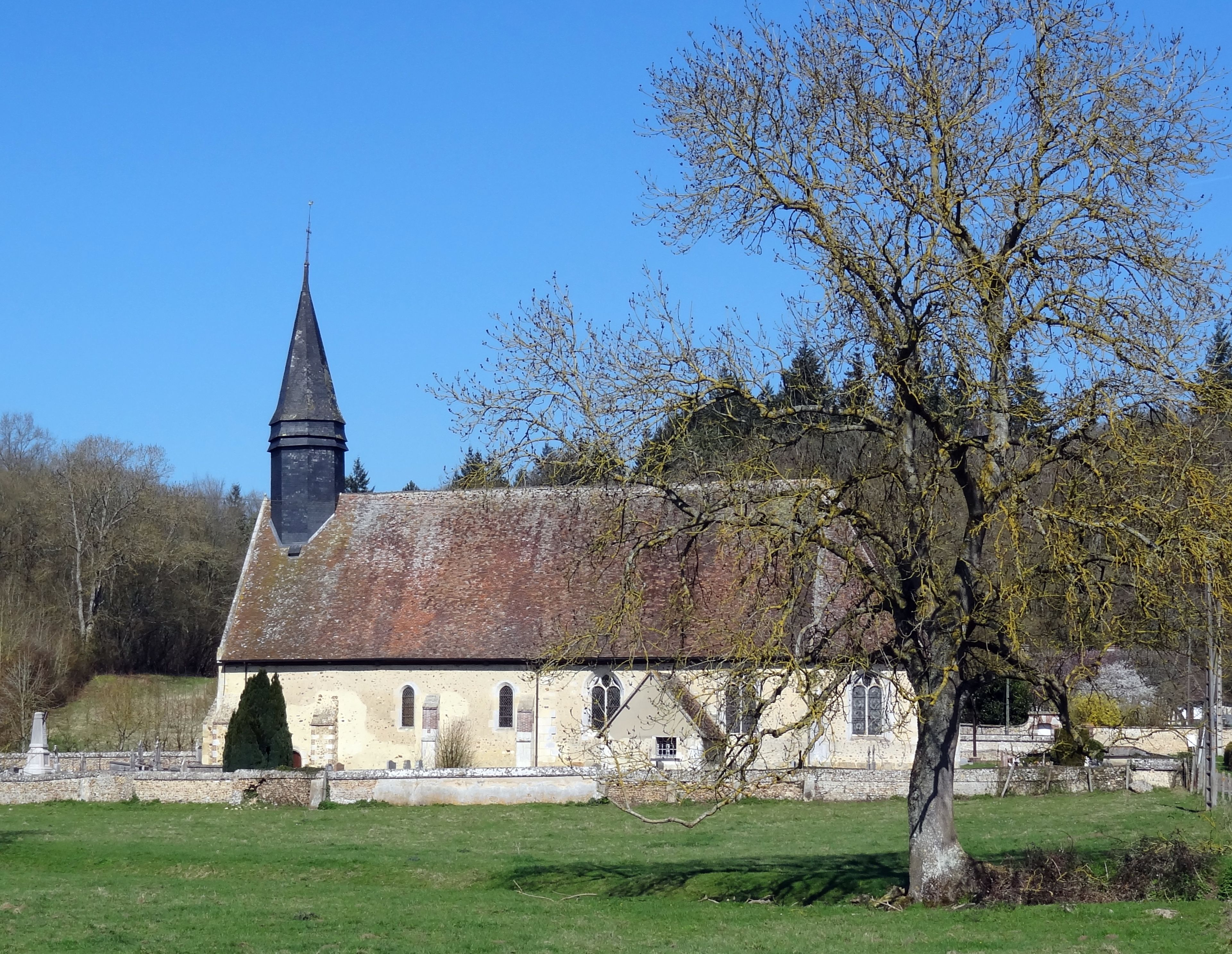